# U.C.C. 2022-2023
Questa voce raccoglie le informazioni riguardanti l'U.C.C., nella sua settima stagione con il nome di Assigeco Piacenza, nelle competizioni ufficiali della stagione 2022-2023.

## Stagione
La stagione 2022-2023 dell'U.C.C. sponsorizzata Assigeco, è l'11ª nella seconda serie italiana, la Serie A2.

## Organigramma societario
Aggiornato al 21 maggio 2023.
- Presidente: Franco Curioni
- Vice Presidente: Luigi Stecconi
- Direttore Sportivo: Alessandro Pagani
- Team Manager: Luigi Guselli
- Resp. Social Media: Emanuele Moia
- Resp. Marketing: Paolo Cattivelli
- Consiglieri: Stefano Curioni, Maurizio Lori, Sonia Sali, Sergio Galimberti, Giovanni Maestri, Giuseppe Grecchi, Francesco Timpano
- Resp. Settore Giovanile: Marco Malavasi
- Gestione Campus: Sonia Sali
- Resp. Palabanca: Giovanni D'Ancona
- Resp. Biglietteria: Matteo Pizzaghi, Ombretta Bodini
- Segreteria: Mariangela Legranzini
- Resp. Statistiche Lega: Lorenzo Callegari, Luigi Callegari
- Speaker: Pietro Barattini
- Telecronista LNP: Tommaso Concardi
- Fotografa ufficiale: Paola Ponti
- Riprese video: Luigi Baragetti
- Segnapunti: Lorenzo Rocca
- Addetto arbitri: Giuseppe Grecchi
- Logistica e servizi: Marcello Molaschi, Rossano Rugginenti

- Allenatore: Stefano Salieri
- Assistenti: Fabio Farina, Humberto Manzo
- Preparatore Atletico: Mattia Raimondi[5]
- Medico: Gianluca Concardi[5]
- Fisioterapista: Matteo Anelli[5]

## Roster
Aggiornato al 21 maggio 2023.
| Assigeco Piacenza 2022-23 | Assigeco Piacenza 2022-23 |
| Giocatori                 | Staff tecnico             |
| ------------------------- | ------------------------- |

| N. | Naz.                                    | Ruolo | Nome                  | Anno | Alt.   | Peso   |  |
| -- | --------------------------------------- | ----- | --------------------- | ---- | ------ | ------ |  |
| 2  | Serbia (bandiera)                       | G     | Nemanja Gajić         | 2001 | 195 cm | 104 kg |  |
| 5  | Italia (bandiera)                       | G     | Giorgio Franceschi    | 2005 | 195 cm | 88 kg  |  |
| 9  | Italia (bandiera)                       | AG    | Lorenzo Varaschin     | 1998 | 198 cm | 98 kg  |  |
| 11 | Italia (bandiera)                       | G     | Federico Miaschi      | 2000 | 200 cm | 90 kg  |  |
| 12 | Italia (bandiera)                       | AC    | Lorenzo Galmarini     | 1995 | 202 cm | 90 kg  |  |
| 13 | Montenegro (bandiera)                   | AG    | Milos Joksimović      | 2005 | 205 cm | 90 kg  |  |
| 14 | Italia (bandiera)                       | AG    | Davide Pascolo        | 1991 | 202 cm | 88 kg  |  |
| 21 | Italia (bandiera)                       | PG    | Lorenzo Querci        | 2001 | 191 cm | 85 kg  |  |
| 22 | Stati Uniti (bandiera)                  | AC    | Brady Skeens          | 1995 | 201 cm | 95 kg  |  |
| 23 | Stati Uniti (bandiera)                  | G     | Kameron McGusty       | 1997 | 196 cm | 86 kg  |  |
| 24 | Italia (bandiera) · Svizzera (bandiera) | G     | Marco Portannese      | 1989 | 192 cm | 85 kg  |  |
| 25 | Italia (bandiera)                       | P     | Jacopo Soviero        | 2001 | 190 cm | 85 kg  |  |
| 34 | Italia (bandiera)                       | C     | Matteo Gherardini     | 2004 | 206 cm | 89 kg  |  |
| 43 | Italia (bandiera)                       | P     | Gherardo Sabatini (C) | 1994 | 183 cm | 75 kg  |  |
| 90 | Italia (bandiera)                       | PG    | Luca Cesana           | 1997 | 196 cm | 90 kg  |  |
| -  | Italia (bandiera)                       | C     | Alessandro Morgillo   | 1999 | 204 cm | 105 kg |  |

| Allenatore                                                                                  |
| - Stefano Salieri                                                                           |
| Assistente/i                                                                                |
| - Fabio Farina - Humberto Manzo Legenda - (C) Capitano - (IN) Inattivo - Infortunato Roster |

## Mercato

### Sessione estiva
| Acquisti | Acquisti          | Acquisti         | Acquisti         | Acquisti |
| R.       | Nome              | da               | Modalità         |          |
| -------- | ----------------- | ---------------- | ---------------- | -------- |
| AC       | Brady Skeens      | Kocaeli BŞB      | definitivo       |          |
| AG       | Lorenzo Varaschin | Pall. Senigallia | definitivo       |          |
| P        | Jacopo Soviero    | Pall. Biella     | definitivo       |          |
| G        | Federico Miaschi  | Reyer Venezia    | definitivo       |          |
| AG       | Davide Pascolo    | Aquila Trento    | rinnovo prestito |          |
| G        | Kameron McGusty   | Miami Hurricanes | definitivo       |          |

| Cessioni | Cessioni          | Cessioni         | Cessioni       | Cessioni |
| R.       | Nome              | a                | Modalità       |          |
| -------- | ----------------- | ---------------- | -------------- | -------- |
| GA       | Simone Bellan     | Kleb Ferrara     | fine contratto |          |
| P        | Lorenzo Deri      | Ruvo di Puglia   | fine contratto |          |
| AG       | Verners Kohs      | Heroes Den Bosch | fine contratto |          |
| AC       | Magaye Seck       | Pall. Roseto     | fine contratto |          |
| G        | Gabe DeVoe        | Provence         | fine contratto |          |
| C        | Tommaso Guariglia | Basket Torino    | fine contratto |          |
| AG       | Phillip Carr      | Jämtland         | fine contratto |          |

### Dopo l'inizio della stagione
| Acquisti | Acquisti         | Acquisti   | Acquisti        | Acquisti   |
| R.       | Nome             | da         | data            | Modalità   |
| -------- | ---------------- | ---------- | --------------- | ---------- |
| G        | Marco Portannese | Free agent | 22 gennaio 2023 | definitivo |

| Acquisti | Acquisti          | Acquisti     | Acquisti         | Acquisti                |
| R.       | Nome              | da           | Data             | Modalità                |
| -------- | ----------------- | ------------ | ---------------- | ----------------------- |
| AG       | Lorenzo Varaschin | Jesi Academy | 25 febbraio 2023 | rescissione consensuale |

## Risultati

### Supercoppa LNP
| Arbitri: | Martellosio (Buccinasco) Barbiero (Milano) Lucotti (Binasco) |

|                             |            |                                         |
| Clark 22 Giuri 15 Marini 10 | Punti      | 16 Miaschi 15 Sabatini, Skeens 11 Gajić |
| Giuri, Cerella 6            | Assist     | 5 Sabatini                              |
| Taylor 8                    | Rimbalzi   | 10 Pascolo, Skeens                      |
| Michele Carrea              | Allenatori | Stefano Salieri                         |

| Arbitri: | Tirozzi (Bologna) Terranova (Ferrara) Ugolini (Forlì) |

|                                 |            |                               |
| Sabatini 21 Querci 12 Skeens 11 | Punti      | 21 Denegri 16 Mobio 13 Cannon |
| Sabatini 9                      | Assist     | 5 Lacey                       |
| Pascolo, Miaschi, Skeens 6      | Rimbalzi   | 9 Mobio                       |
| Stefano Salieri                 | Allenatori | Demis Cavina                  |

| Arbitri: | Nuara (Treviso) Chersicla (Oggiono) Tallon (Bologna) |

|                                  |            |                                              |
| Skeens 20 Miaschi 18 Sabatini 17 | Punti      | 17 Milovanović 12 Allen 10 Boglio, Giulietti |
| 6 Sabatini                       | Assist     | 3 Nasello, Vincini, Boglio                   |
| 14 Skeens                        | Rimbalzi   | 8 Vincini                                    |
| Stefano Salieri                  | Allenatori | Alessandro Crotti                            |

### Serie A2

#### Regular season

##### Girone di andata
| Arbitri: | Ursi (Livorno) Yang Yao (Vigasio) Picchi (Ferentino) |

|                             |            |                                  |
| Mobio 18 Cannon 17 Lacey 15 | Punti      | 25 McGusty 24 Sabatini 17 Querci |
| Lacey 8                     | Assist     | 10 Sabatini                      |
| Eboua 8                     | Rimbalzi   | 7 Skeens                         |
| Demis Cavina                | Allenatori | Stefano Salieri                  |

| Arbitri: | Vita (Ancona) Lupelli (Aprilia) Roiaz (Muggia) |

|                                 |            |                                            |
| Pascolo 22 Sabatini 13 Gajić 10 | Punti      | 14 Martinoni, Redivo 13 Formenti 10 Leggio |
| Sabatini 14                     | Assist     | 4 Ellis                                    |
| Skeens 17                       | Rimbalzi   | 7 Martinoni, Carver                        |
| Stefano Salieri                 | Allenatori | Andrea Valentini                           |

| Arbitri: | Caforio (Brindisi) Capurro (Reggio Calabria) Bertuccioli (Pesaro) |

|                                       |            |                                   |
| Mayfield 17 Pepe 14 Jackson, Poser 13 | Punti      | 28 McGusty 15 Miaschi 12 Sabatini |
| Vencato 8                             | Assist     | 11 Sabatini                       |
| Jackson, Vencato 10                   | Rimbalzi   | 9 Sabatini                        |
| Franco Ciani                          | Allenatori | Stefano Salieri                   |

| Arbitri: | Martellosio (Buccinasco) Tallon (Bologna) Grappasonno (Lanciano) |

|                                   |            |                                            |
| Sabatini 20 McGusty 17 Pascolo 13 | Punti      | 17 Giachetti 13 Rullo, Wilson 11 Innocenti |
| Sabatini 9                        | Assist     | 4 Wilson, Nazione                          |
| Skeens 11                         | Rimbalzi   | 5 Salvioni                                 |
| Stefano Salieri                   | Allenatori | Luca Bechi                                 |

| Arbitri: | Boscolo Nale (Chioggia) Bartolini (Fano) Calella (Bologna) |

|                           |            |                                   |
| Hill 18 Amato 17 Potts 15 | Punti      | 16 Pascolo 15 Sabatini 14 McGusty |
| Montano 5                 | Assist     | 6 Sabatini                        |
| Hill 11                   | Rimbalzi   | 9 Skeens                          |
| Davide Villa              | Allenatori | Stefano Salieri                   |

| Arbitri: | Ursi (Livorno) Wassermann (Trieste) Picchi (Ferentino) |

|                                 |            |                                        |
| Skeens 14 Miaschi 13 Pascolo 12 | Punti      | 21 Bucarelli 18 Rogić 12 Nikolić, Hunt |
| Sabatini 5                      | Assist     | 5 Rogić                                |
| Skeens 13                       | Rimbalzi   | 7 Bucarelli                            |
| Stefano Salieri                 | Allenatori | Romeo Sacchetti                        |

| Arbitri: | Moretti (Marsciano) D'Amato (Tivoli) Ugolini (Forlì) |

|                                   |            |                                                   |
| Tucker 19 Del Testa 9 Maglietti 8 | Punti      | 21 McGusty 10 Pascolo 9 Cesana, Sabatini, Miaschi |
| Maglietti 4                       | Assist     | 7 Sabatini                                        |
| Tucker 13                         | Rimbalzi   | 10 Skeens                                         |
| Gabriele Ceccarelli               | Allenatori | Stefano Salieri                                   |

| Arbitri: | Maschio (Firenze) Perocco (Ponzano Veneto) Spessot (Gradisca d'Isonzo) |

|                                |            |                                        |
| Skeens 16 Cesana 15 McGusty 14 | Punti      | 19 Lewis, Rodríguez 18 Alipiev 11 Fall |
| Sabatini 7                     | Assist     | 5 Lewis, Rodriguez, Alipiev            |
| Skeens 15                      | Rimbalzi   | 10 Fall                                |
| Stefano Salieri                | Allenatori | Franco Gramenzi                        |

| Arbitri: | Lucotti (Binasco) Barbiero (Milano) Giovannetti (Rivoli) |

|                                  |            |                                 |
| Marini 18 Lombardi 14 Maspero 12 | Punti      | 21 McGusty 12 Gajić 11 Sabatini |
| Marini 7                         | Assist     | 3 Sabatini                      |
| Marciuš 14                       | Rimbalzi   | 8 Skeens, Pascolo               |
| Alessandro Finelli               | Allenatori | Stefano Salieri                 |

| Arbitri: | Costa (Livorno) Almerigogna (Trieste) Bonotto (Ravenna) |

|                                   |            |                                       |
| McGusty 28 Miaschi 19 Sabatini 15 | Punti      | 17 Costi, Ambrosin 13 Marfo 11 Grande |
| Sabatini 11                       | Assist     | 6 Chiarastella                        |
| Skeens 12                         | Rimbalzi   | 8 Chiarastella, Marfo                 |
| Stefano Salieri                   | Allenatori | Devis Cagnardi                        |

| Arbitri: | Bartoli (Trieste) Terranova (Ferrara) Di Martino (Santa Maria la Carità) |

|                            |            |                                 |
| Reati 17 Allen 14 Fanti 10 | Punti      | 22 Cesana 19 Miaschi 16 McGusty |
| Reati, Nasello 2           | Assist     | 6 Sabatini                      |
| Fanti 7                    | Rimbalzi   | 13 Skeens                       |
| Alessandro Crotti          | Allenatori | Stefano Salieri                 |

| Arbitri: | Dori (Venezia) Pecorella (Trani) Cassinadri (Bibbiano) |

|                                          |            |                                          |
| McGusty 28 Skeens 15 Sabatini, Miaschi 9 | Punti      | 17 Stumbris, Massone 11 Mollura 6 Carter |
| Sabatini 5                               | Assist     | 7 Massone                                |
| Skeens 15                                | Rimbalzi   | 8 Carter                                 |
| Stefano Salieri                          | Allenatori | Daniele Parente                          |

##### Girone di ritorno
| Arbitri: | Caforio (Brindisi) Maschietto (Treviso) Bartolini (Fano) |

|                                  |            |                                     |
| McGusty 31 Cesana 16 Sabatini 14 | Punti      | 16 Cannon 11 Tabu, Denegri 9 Caroti |
| Sabatini 8                       | Assist     | 5 Tabu                              |
| Skeens 16                        | Rimbalzi   | 7 Cannon                            |
| Stefano Salieri                  | Allenatori | Demis Cavina                        |

| Arbitri: | Capurro (Reggio Calabria) Puccini (Genova) Tallon (Bologna) |

|                                 |            |                                  |
| Martinoni 16 Ellis 13 Carver 12 | Punti      | 20 Miaschi 14 Pascolo 13 McGusty |
| Redivo 5                        | Assist     | 5 Skeens, Cesana                 |
| Carver 15                       | Rimbalzi   | 13 Skeens                        |
| Andrea Valentini                | Allenatori | Stefano Salieri                  |

| Arbitri: | Masi (Firenze) Morassutti (Gradisca d'Isonzo) Mottola (Taranto) |

|                                  |            |                               |
| Miaschi 19 McGusty 17 Pascolo 15 | Punti      | 23 Pepe 16 Guariglia 14 Poser |
| Pascolo 5                        | Assist     | 8 Vencato, Mayfield           |
| Skeens 12                        | Rimbalzi   | 8 Poser                       |
| Stefano Salieri                  | Allenatori | Franco Ciani                  |

| Arbitri: | Radaelli (Porto Empedocle) De Biase (Udine) Roiaz (Muggia) |

|                                   |            |                                 |
| Wilson 22 Chiumenti 14 Nikolić 13 | Punti      | 25 McGusty 17 Skeens 15 Miaschi |
| Wilson 5                          | Assist     | 8 Cesana                        |
| Givens 10                         | Rimbalzi   | 15 Skeens                       |
| Luca Bechi                        | Allenatori | Stefano Salieri                 |

| Arbitri: | Tirozzi (Bologna) Lupelli (Aprilia) Di Martino (Santa Maria la Carità) |

|                                        |            |                               |
| McGusty 30 Cesana, Skeens 12 Miaschi 9 | Punti      | 19 Montano 18 Potts 15 Piunti |
| Miaschi 5                              | Assist     | 6 Potts                       |
| Skeens 15                              | Rimbalzi   | 10 Potts                      |
| Stefano Salieri                        | Allenatori | Davide Villa                  |

| Arbitri: | Caforio (Brindisi) Cappello (Porto Empedocle) Tarascio (Priolo Gargallo) |

|                                        |            |                                 |
| Rogić 19 Hunt 15 Nikolić, Bucarelli 10 | Punti      | 23 McGusty 19 Cesana 14 Miaschi |
| Rogić 7                                | Assist     | 9 Cesana                        |
| Hunt 9                                 | Rimbalzi   | 14 Skeens                       |
| Romeo Sacchetti                        | Allenatori | Stefano Salieri                 |

| Arbitri: | Boscolo Nale (Chioggia) Marzulli (Pisa) Caruso (Milano) |

|                                |            |                                                |
| McGusty 22 Cesana 14 Skeens 11 | Punti      | 19 Tucker, Geist 14 Paci 7 Del Testa, Bonacini |
| Skeens 4                       | Assist     | 3 Geist                                        |
| Skeens 16                      | Rimbalzi   | 11 Tucker                                      |
| Stefano Salieri                | Allenatori | Gabriele Ceccarelli                            |

| Arbitri: | Wassermann (Trieste) Costa (Livorno) Tallon (Bologna) |

|                                      |            |                                    |
| Lewis 17 Alipiev 12 Fall, Moretti 10 | Punti      | 16 Portannese 15 Skeens 12 Pascolo |
| Lewis 3                              | Assist     | 4 Miaschi                          |
| Moretti 5                            | Rimbalzi   | 12 Skeens                          |
| Franco Gramenzi                      | Allenatori | Stefano Salieri                    |

| Arbitri: | Foti (Vittuone) Pecorella (Trani) Ferretti (Nereto) |

|                                |            |                                                 |
| Miaschi 23 Cesana 14 Skeens 12 | Punti      | 13 Vitali, Lombardi, Marini 11 Giuri 8 Bruttini |
| Skeens 6                       | Assist     | 3 Cerella                                       |
| Skeens 8                       | Rimbalzi   | 7 Bruttini                                      |
| Stefano Salieri                | Allenatori | Alessandro Finelli                              |

| Arbitri: | Lucotti (Binasco) Centonza (Grottammare) Grappasonno (Lanciano) |

|                                |            |                                           |
| Ambrosin 37 Grande 16 Marfo 14 | Punti      | 19 Portannese, Miaschi 10 Skeens 9 Cesana |
| Grande 6                       | Assist     | 3 Miaschi, Soviero                        |
| Marfo 9                        | Rimbalzi   | 8 Pascolo                                 |
| Devis Cagnardi                 | Allenatori | Stefano Salieri                           |

| Arbitri: | Radaelli (Porto Empedocle) Maschio (Firenze) Pellicani (Ronchi dei Legionari) |

|                                           |            |                                       |
| Cesana 22 Miaschi 18 Galmarini, Skeens 11 | Punti      | 19 Douvier 11 Allen, Vincini 8 Boglio |
| Cesana, Miaschi, Skeens 4                 | Assist     | 3 Fanti                               |
| Skeens 16                                 | Rimbalzi   | 9 Douvier                             |
| Stefano Salieri                           | Allenatori | Alessandro Crotti                     |

| Arbitri: | Salustri (Roma) Nuara (Treviso) Ferretti (Nereto) |

|                                     |            |                                |
| Stumbris 19 Tsetserukou 14 Renzi 13 | Punti      | 19 Skeens 18 Miaschi 16 Cesana |
| Romeo 9                             | Assist     | 5 Cesana                       |
| Davis 14                            | Rimbalzi   | 13 Skeens                      |
| Daniele Parente                     | Allenatori | Stefano Salieri                |

##### Girone blu

###### Andata
| Arbitri: | Dionisi (Fabriano) Miniati (Firenze) Di Martino (Santa Maria la Carità) |

|                                |            |                                          |
| Briscoe 25 Monaldi 15 Cusin 11 | Punti      | 26 Cesana 19 Miaschi 8 Portannese, Gajić |
| Briscoe 4                      | Assist     | 8 Cesana                                 |
| Cusin 8                        | Rimbalzi   | 8 Pascolo                                |
| Carlo Finetti                  | Allenatori | Stefano Salieri                          |

| Arbitri: | Bartoli (Trieste) Cappello (Porto Empedocle) Picchi (Ferentino) |

|                                 |            |                                 |
| Cesana 25 McGusty 22 Pascolo 12 | Punti      | 20 Aradori 11 Thornton 10 Panni |
| Miaschi 4                       | Assist     | 4 Cucci                         |
| Gajić 8                         | Rimbalzi   | 6 Fantinelli                    |
| Stefano Salieri                 | Allenatori | Luca Dalmonte                   |

| Arbitri: | Martellosio (Buccinasco) Barbiero (Milano) Praticò (Reggio Calabria) |

|                                        |            |                                 |
| Rota 18 Redivo 17 Battistini, Miani 13 | Punti      | 19 McGusty 14 Pascolo 13 Querci |
| Dell'Agnello, Miani 4                  | Assist     | 3 Soviero                       |
| Battistini 12                          | Rimbalzi   | 13 Pascolo                      |
| Stefano Pillastrini                    | Allenatori | Stefano Salieri                 |

###### Ritorno
| Arbitri: | Costa (Livorno) Tirozzi (Bologna) Grazia (Bergamo) |

|                                 |            |                                   |
| Miaschi 19 McGusty 17 Cesana 13 | Punti      | 22 Briscoe 16 Gentile 12 Esposito |
| Cesana 5                        | Assist     | 5 Gentile, Briscoe                |
| Pascolo 8                       | Rimbalzi   | 9 Esposito                        |
| Stefano Salieri                 | Allenatori | Carlo Finetti                     |

| Arbitri: | Boscolo Nale (Chioggia) Pecorella (Trani) Lupelli (Aprilia) |

|                                       |            |                                  |
| Candussi 27 Italiano 15 Vašl, Cucci 9 | Punti      | 24 Miaschi 15 Sabatini 13 Querci |
| Fantinelli 9                          | Assist     | 6 Sabatini                       |
| Niang 10                              | Rimbalzi   | 12 Miaschi                       |
| Luca Dalmonte                         | Allenatori | Stefano Salieri                  |

| Arbitri: | Cappello (Porto Empedocle) Yang Yao (Vigasio) Maschietto (Treviso) |

|                                  |            |                                      |
| Miaschi 28 Gajić 16 Galmarini 13 | Punti      | 22 Redivo 14 Dell'Agnello 10 Cassese |
| Sabatini 11                      | Assist     | 7 Dell'Agnello, Rota                 |
| Pascolo 8                        | Rimbalzi   | 8 Miani                              |
| Stefano Salieri                  | Allenatori | Stefano Pillastrini                  |

#### Play-off

##### Quarti di finale
| Arbitri: | Moretti (Marsciano) Capurro (Reggio Calabria) Bertuccioli (Pesaro) |

|                                 |            |                                            |
| Varnado 21 Magro 17 Copeland 16 | Punti      | 19 McGusty 16 Miaschi, Sabatini 12 Pascolo |
| Copeland 4                      | Assist     | 6 Sabatini                                 |
| Varnado 11                      | Rimbalzi   | 9 Sabatini                                 |
| Nicola Brienza                  | Allenatori | Stefano Salieri                            |

| Arbitri: | Salustri (Roma) Chersicla (Oggiono) Rudellat (Nuoro) |

|                                    |            |                                            |
| Varnado 24 Copeland 13 Saccaggi 11 | Punti      | 21 McGusty 15 Miaschi 10 Pascolo, Sabatini |
| Saccaggi 6                         | Assist     | 2 Sabatini                                 |
| Wheatle 9                          | Rimbalzi   | 11 Pascolo                                 |
| Nicola Brienza                     | Allenatori | Stefano Salieri                            |

| Arbitri: | Bartoli (Trieste) Morassutti (Gradisca d'Isonzo) Marzulli (Pisa) |

|                                   |            |                                             |
| Sabatini 26 McGusty 20 Pascolo 16 | Punti      | 20 Varnado 17 Copeland, Saccaggi 11 Wheatle |
| Sabatini 6                        | Assist     | 5 Saccaggi                                  |
| Pascolo 9                         | Rimbalzi   | 10 Varnado, Wheatle                         |
| Stefano Salieri                   | Allenatori | Nicola Brienza                              |

| Arbitri: | Lucotti (Binasco) Foti (Vittuone) Cassina (Desio) |

|                                           |            |                                 |
| Miaschi 33 Sabatini, Pascolo 12 McGusty 7 | Punti      | 32 Copeland 21 Varnado 13 Magro |
| Sabatini 7                                | Assist     | 5 Copeland                      |
| Pascolo 8                                 | Rimbalzi   | 11 Wheatle                      |
| Stefano Salieri                           | Allenatori | Nicola Brienza                  |

## Statistiche
Aggiornate al 21 maggio 2023.

### Andamento in campionato

#### Regular season
| Giornata  | 1  | 2 | 3  | 4 | 5 | 6 | 7 | 8 | 9  | 10 | 11 | 12 | 13 | 14 | 15 | 16 | 17 | 18 | 19 | 20 | 21 | 22 | 23 | 24 | 25 | 26 |
| --------- | -- | - | -- | - | - | - | - | - | -- | -- | -- | -- | -- | -- | -- | -- | -- | -- | -- | -- | -- | -- | -- | -- | -- | -- |
| Luogo     | T  | C | T  | C | T | C | T | C | T  | R  | C  | T  | C  | C  | T  | C  | T  | C  | T  | C  | T  | C  | R  | T  | C  | T  |
| Risultato | P  | V | P  | V | P | P | V | P | P  | -  | V  | V  | V  | V  | V  | P  | P  | P  | V  | P  | V  | V  | -  | P  | V  | P  |
| Posizione | 10 | 6 | 10 | 4 | 8 | 9 | 8 | 9 | 10 | 10 | 8  | 6  | 6  | 5  | 5  | 5  | 7  | 7  | 6  | 7  | 6  | 6  | 6  | 7  | 6  | 6  |

Legenda:

Luogo: C = Casa; T = Trasferta. Risultato: V = Vittoria; N = Pareggio; P = Sconfitta.

#### Girone blu
| Giornata  | 1  | 2  | 3  | 4  | 5  | 6  |
| --------- | -- | -- | -- | -- | -- | -- |
| Luogo     | T  | C  | T  | C  | T  | C  |
| Risultato | P  | V  | P  | P  | V  | P  |
| Posizione | 12 | 11 | 12 | 12 | 11 | 11 |

Legenda:

Luogo: C = Casa; T = Trasferta. Risultato: V = Vittoria; N = Pareggio; P = Sconfitta.

### Statistiche di squadra
| Competizione           | Punti | In casa | In casa | In casa | In casa | In casa | In trasferta | In trasferta | In trasferta | In trasferta | In trasferta | Totale | Totale | Totale | Totale | Totale | Totale |
| Competizione           | Punti | G       | V       | P       | Ptf     | Pts     | G            | V            | P            | Ptf          | Pts          | G      | V      | P      | Ptf    | Pts    | Diff.  |
| ---------------------- | ----- | ------- | ------- | ------- | ------- | ------- | ------------ | ------------ | ------------ | ------------ | ------------ | ------ | ------ | ------ | ------ | ------ | ------ |
| Supercoppa             | 4     | 2       | 2       | 0       | 164     | 146     | 1            | 0            | 1            | 74           | 75           | 3      | 2      | 1      | 238    | 221    | +17    |
| Serie A2 - Reg. season | 24    | 12      | 7       | 5       | 941     | 914     | 12           | 5            | 7            | 966          | 939          | 24     | 12     | 12     | 1907   | 1853   | +54    |
| Serie A2 - Gir. blu    | 4     | 3       | 1       | 2       | 252     | 245     | 3            | 1            | 2            | 238          | 244          | 6      | 2      | 4      | 490    | 489    | +1     |
| Serie A2 - Play-off    | -     | 2       | 1       | 1       | 175     | 182     | 2            | 0            | 2            | 145          | 171          | 4      | 1      | 3      | 320    | 353    | -33    |
| Totale                 | -     | 19      | 11      | 8       | 1532    | 1487    | 18           | 6            | 12           | 1423         | 1429         | 37     | 17     | 20     | 2955   | 2916   | +39    |

### Statistiche dei giocatori

#### In Supercoppa
| Nome                | G | Pun | Min | Falli | Falli | Tiri da 2 | Tiri da 2 | Tiri da 2 | Tiri da 3 | Tiri da 3 | Tiri da 3 | Tiri Liberi | Tiri Liberi | Tiri Liberi | Rimbalzi | Rimbalzi | Rimbalzi | Stop | Stop | Palle | Palle | Ass | Val | OER  |
| Nome                | G | Pun | Min | C     | S     | R         | T         | %         | R         | T         | %         | R           | T           | %           | O        | D        | T        | D    | S    | P     | R     | Ass | Val | OER  |
| ------------------- | - | --- | --- | ----- | ----- | --------- | --------- | --------- | --------- | --------- | --------- | ----------- | ----------- | ----------- | -------- | -------- | -------- | ---- | ---- | ----- | ----- | --- | --- | ---- |
| Nemanja Gajić       | 3 | 35  | 86  | 11    | 4     | 1         | 7         | 14        | 9         | 19        | 47        | 6           | 6           | 100         | 2        | 4        | 6        | 1    | 1    | 1     | 7     | 3   | 27  | 1,13 |
| Giorgio Franceschi  | 0 | 0   | 0   | 0     | 0     | 0         | 0         | 0         | 0         | 0         | 0         | 0           | 0           | 0           | 0        | 0        | 0        | 0    | 0    | 0     | 0     | 0   | 0   | 0,00 |
| Lorenzo Varaschin   | 2 | 5   | 18  | 2     | 3     | 2         | 2         | 100       | 0         | 1         | 0         | 1           | 2           | 50          | 1        | 1        | 2        | 0    | 0    | 1     | 1     | 1   | 7   | 1,00 |
| Federico Miaschi    | 3 | 43  | 97  | 10    | 3     | 5         | 14        | 36        | 10        | 26        | 38        | 3           | 4           | 75          | 1        | 11       | 12       | 0    | 0    | 2     | 2     | 3   | 25  | 0,98 |
| Lorenzo Galmarini   | 0 | 0   | 0   | 0     | 0     | 0         | 0         | 0         | 0         | 0         | 0         | 0           | 0           | 0           | 0        | 0        | 0        | 0    | 0    | 0     | 0     | 0   | 0   | 0,00 |
| Milos Joksimović    | 1 | 0   | 3   | 0     | 0     | 0         | 0         | 0         | 0         | 1         | 0         | 0           | 0           | 0           | 0        | 0        | 0        | 0    | 0    | 1     | 0     | 0   | -2  | 0,00 |
| Davide Pascolo      | 3 | 30  | 84  | 6     | 4     | 13        | 25        | 52        | 0         | 0         | 0         | 4           | 4           | 100         | 5        | 15       | 20       | 1    | 1    | 5     | 2     | 7   | 40  | 0,91 |
| Lorenzo Querci      | 3 | 18  | 63  | 8     | 3     | 1         | 6         | 17        | 5         | 10        | 50        | 1           | 1           | 100         | 1        | 4        | 5        | 0    | 2    | 1     | 1     | 2   | 8   | 0,92 |
| Brady Skeens        | 3 | 46  | 81  | 7     | 16    | 18        | 25        | 72        | 1         | 1         | 100       | 7           | 8           | 88          | 11       | 19       | 30       | 2    | 1    | 8     | 2     | 6   | 78  | 1,18 |
| Kameron McGusty     | 0 | 0   | 0   | 0     | 0     | 0         | 0         | 0         | 0         | 0         | 0         | 0           | 0           | 0           | 0        | 0        | 0        | 0    | 0    | 0     | 0     | 0   | 0   | 0,00 |
| Jacopo Soviero      | 3 | 2   | 25  | 8     | 5     | 1         | 2         | 50        | 0         | 0         | 0         | 0           | 0           | 0           | 1        | 1        | 2        | 0    | 0    | 5     | 0     | 5   | 0   | 0,29 |
| Matteo Gherardini   | 1 | 2   | 11  | 2     | 0     | 1         | 1         | 100       | 0         | 0         | 0         | 0           | 0           | 0           | 0        | 1        | 1        | 1    | 0    | 0     | 2     | 0   | 4   | 2,00 |
| Gherardo Sabatini   | 3 | 53  | 95  | 6     | 13    | 9         | 20        | 45        | 7         | 14        | 50        | 14          | 21          | 67          | 3        | 12       | 15       | 0    | 1    | 10    | 5     | 20  | 64  | 0,95 |
| Luca Cesana         | 0 | 0   | 0   | 0     | 0     | 0         | 0         | 0         | 0         | 0         | 0         | 0           | 0           | 0           | 0        | 0        | 0        | 0    | 0    | 0     | 0     | 0   | 0   | 0,00 |
| Alessandro Morgillo | 3 | 4   | 37  | 6     | 3     | 1         | 4         | 25        | 0         | 0         | 0         | 2           | 2           | 100         | 3        | 5        | 8        | 0    | 0    | 4     | 0     | 1   | 3   | 0,44 |
| Totale              | 3 | 238 | -   | 67    | 54    | 52        | 106       | 49        | 32        | 72        | 44        | 38          | 48          | 79          | 29       | 80       | 109      | 5    | 6    | 42    | 22    | 48  | 263 | 0,95 |

#### In regular season
| Nome               | G  | Pun  | Min | Falli | Falli | Tiri da 2 | Tiri da 2 | Tiri da 2 | Tiri da 3 | Tiri da 3 | Tiri da 3 | Tiri Liberi | Tiri Liberi | Tiri Liberi | Rimbalzi | Rimbalzi | Rimbalzi | Stop | Stop | Palle | Palle | Ass | Val  | OER  |
| Nome               | G  | Pun  | Min | C     | S     | R         | T         | %         | R         | T         | %         | R           | T           | %           | O        | D        | T        | D    | S    | P     | R     | Ass | Val  | OER  |
| ------------------ | -- | ---- | --- | ----- | ----- | --------- | --------- | --------- | --------- | --------- | --------- | ----------- | ----------- | ----------- | -------- | -------- | -------- | ---- | ---- | ----- | ----- | --- | ---- | ---- |
| Nemanja Gajić      | 22 | 108  | 396 | 35    | 11    | 14        | 30        | 47        | 23        | 72        | 32        | 11          | 12          | 92          | 14       | 39       | 53       | 5    | 1    | 13    | 12    | 15  | 89   | 0,89 |
| Giorgio Franceschi | 1  | 0    | 1   | 0     | 0     | 0         | 1         | 0         | 0         | 0         | 0         | 0           | 0           | 0           | 0        | 0        | 0        | 0    | 1    | 1     | 0     | 0   | -3   | 0,00 |
| Lorenzo Varaschin  | 14 | 26   | 123 | 15    | 4     | 9         | 16        | 56        | 1         | 2         | 50        | 5           | 6           | 83          | 4        | 17       | 31       | 2    | 0    | 5     | 2     | 1   | 37   | 1,00 |
| Federico Miaschi   | 23 | 275  | 593 | 44    | 41    | 54        | 101       | 53        | 46        | 151       | 30        | 29          | 46          | 63          | 14       | 41       | 55       | 2    | 3    | 35    | 21    | 34  | 177  | 0,88 |
| Lorenzo Galmarini  | 6  | 21   | 58  | 10    | 6     | 7         | 14        | 50        | 1         | 3         | 33        | 4           | 7           | 57          | 5        | 3        | 8        | 2    | 0    | 3     | 0     | 2   | 14   | 0,89 |
| Milos Joksimović   | 0  | 0    | 0   | 0     | 0     | 0         | 0         | 0         | 0         | 0         | 0         | 0           | 0           | 0           | 0        | 0        | 0        | 0    | 0    | 0     | 0     | 0   | 0    | 0,00 |
| Davide Pascolo     | 24 | 223  | 606 | 50    | 36    | 92        | 168       | 55        | 8         | 22        | 36        | 15          | 19          | 79          | 39       | 96       | 135      | 21   | 6    | 32    | 18    | 41  | 292  | 0,94 |
| Lorenzo Querci     | 22 | 92   | 347 | 56    | 10    | 9         | 14        | 64        | 24        | 56        | 43        | 2           | 6           | 33          | 7        | 14       | 21       | 2    | 1    | 10    | 6     | 12  | 35   | 1,10 |
| Brady Skeens       | 24 | 269  | 838 | 62    | 86    | 115       | 163       | 71        | 0         | 0         | 0         | 39          | 66          | 59          | 93       | 200      | 293      | 19   | 3    | 39    | 20    | 61  | 569  | 1,13 |
| Kameron McGusty    | 20 | 399  | 609 | 42    | 93    | 125       | 234       | 53        | 22        | 77        | 29        | 83          | 98          | 85          | 14       | 68       | 82       | 1    | 9    | 46    | 26    | 35  | 360  | 0,96 |
| Marco Portannese   | 8  | 56   | 124 | 13    | 18    | 5         | 13        | 38        | 12        | 28        | 43        | 10          | 14          | 71          | 3        | 11       | 14       | 2    | 0    | 14    | 3     | 4   | 42   | 0,90 |
| Jacopo Soviero     | 21 | 34   | 210 | 54    | 33    | 10        | 19        | 53        | 1         | 16        | 6         | 11          | 20          | 55          | 6        | 17       | 23       | 2    | 2    | 15    | 17    | 24  | 29   | 0,55 |
| Matteo Gherardini  | 2  | 2    | 3   | 0     | 0     | 1         | 1         | 100       | 0         | 0         | 0         | 0           | 0           | 0           | 0        | 0        | 0        | 0    | 0    | 0     | 0     | 0   | 2    | 2,00 |
| Gherardo Sabatini  | 14 | 174  | 472 | 36    | 66    | 34        | 68        | 50        | 20        | 83        | 24        | 46          | 60          | 77          | 8        | 44       | 52       | 1    | 6    | 47    | 33    | 106 | 232  | 0,74 |
| Luca Cesana        | 19 | 228  | 470 | 37    | 46    | 44        | 88        | 50        | 34        | 111       | 31        | 38          | 44          | 86          | 11       | 38       | 49       | 2    | 6    | 44    | 13    | 59  | 183  | 0,84 |
| Totale             | 24 | 1907 | -   | 456   | 450   | 519       | 930       | 56        | 192       | 621       | 31        | 293         | 398         | 74          | 260      | 645      | 905      | 61   | 38   | 320   | 171   | 394 | 2167 | 0,90 |

#### Nel girone blu
| Nome               | G | Pun | Min | Falli | Falli | Tiri da 2 | Tiri da 2 | Tiri da 2 | Tiri da 3 | Tiri da 3 | Tiri da 3 | Tiri Liberi | Tiri Liberi | Tiri Liberi | Rimbalzi | Rimbalzi | Rimbalzi | Stop | Stop | Palle | Palle | Ass | Val | OER  |
| Nome               | G | Pun | Min | C     | S     | R         | T         | %         | R         | T         | %         | R           | T           | %           | O        | D        | T        | D    | S    | P     | R     | Ass | Val | OER  |
| ------------------ | - | --- | --- | ----- | ----- | --------- | --------- | --------- | --------- | --------- | --------- | ----------- | ----------- | ----------- | -------- | -------- | -------- | ---- | ---- | ----- | ----- | --- | --- | ---- |
| Nemanja Gajić      | 6 | 68  | 185 | 16    | 9     | 7         | 16        | 44        | 16        | 44        | 36        | 6           | 10          | 60          | 11       | 25       | 36       | 3    | 3    | 5     | 10    | 10  | 71  | 0,93 |
| Giorgio Franceschi | 0 | 0   | 0   | 0     | 0     | 0         | 0         | 0         | 0         | 0         | 0         | 0           | 0           | 0           | 0        | 0        | 0        | 0    | 0    | 0     | 0     | 0   | 0   | 0,00 |
| Federico Miaschi   | 6 | 104 | 176 | 11    | 12    | 24        | 39        | 62        | 15        | 48        | 31        | 11          | 16          | 69          | 6        | 22       | 28       | 2    | 1    | 10    | 6     | 18  | 95  | 0,98 |
| Lorenzo Galmarini  | 6 | 17  | 104 | 18    | 13    | 4         | 13        | 31        | 0         | 2         | 0         | 9           | 12          | 75          | 11       | 12       | 23       | 0    | 0    | 6     | 0     | 6   | 21  | 0,63 |
| Milos Joksimović   | 0 | 0   | 0   | 0     | 0     | 0         | 0         | 0         | 0         | 0         | 0         | 0           | 0           | 0           | 0        | 0        | 0        | 0    | 0    | 0     | 0     | 0   | 0   | 0,00 |
| Davide Pascolo     | 6 | 51  | 160 | 8     | 10    | 21        | 42        | 50        | 1         | 7         | 14        | 6           | 7           | 86          | 14       | 29       | 43       | 5    | 1    | 8     | 6     | 12  | 82  | 0,83 |
| Lorenzo Querci     | 6 | 44  | 134 | 18    | 4     | 5         | 10        | 50        | 11        | 29        | 38        | 1           | 2           | 50          | 1        | 9        | 10       | 0    | 0    | 3     | 2     | 7   | 22  | 1,02 |
| Brady Skeens       | 1 | 6   | 28  | 3     | 2     | 3         | 5         | 60        | 0         | 0         | 0         | 0           | 0           | 0           | 0        | 4        | 4        | 1    | 0    | 3     | 0     | 3   | 8   | 0,75 |
| Kameron McGusty    | 5 | 64  | 114 | 5     | 16    | 17        | 40        | 43        | 5         | 18        | 28        | 15          | 16          | 94          | 1        | 14       | 15       | 0    | 1    | 12    | 2     | 9   | 51  | 0,81 |
| Marco Portannese   | 4 | 14  | 33  | 0     | 2     | 1         | 2         | 50        | 4         | 9         | 44        | 0           | 0           | 0           | 0        | 3        | 3        | 0    | 0    | 2     | 1     | 2   | 14  | 1,08 |
| Jacopo Soviero     | 6 | 21  | 88  | 21    | 23    | 3         | 8         | 38        | 2         | 7         | 29        | 9           | 11          | 82          | 8        | 3        | 11       | 0    | 1    | 6     | 11    | 7   | 33  | 0,76 |
| Matteo Gherardini  | 0 | 0   | 0   | 0     | 0     | 0         | 0         | 0         | 0         | 0         | 0         | 0           | 0           | 0           | 0        | 0        | 0        | 0    | 0    | 0     | 0     | 0   | 0   | 0,00 |
| Gherardo Sabatini  | 5 | 23  | 100 | 8     | 7     | 3         | 10        | 30        | 5         | 18        | 28        | 2           | 4           | 50          | 2        | 11       | 13       | 0    | 0    | 6     | 7     | 20  | 34  | 0,64 |
| Luca Cesana        | 5 | 78  | 128 | 11    | 15    | 10        | 23        | 43        | 16        | 35        | 46        | 10          | 11          | 91          | 5        | 10       | 15       | 1    | 1    | 11    | 3     | 18  | 74  | 1,03 |
| Totale             | 6 | 490 | -   | 119   | 113   | 98        | 208       | 47        | 75        | 217       | 35        | 69          | 89          | 78          | 72       | 161      | 233      | 12   | 8    | 74    | 48    | 112 | 543 | 0,89 |

#### Nei play-off
| Nome               | G | Pun | Min | Falli | Falli | Tiri da 2 | Tiri da 2 | Tiri da 2 | Tiri da 3 | Tiri da 3 | Tiri da 3 | Tiri Liberi | Tiri Liberi | Tiri Liberi | Rimbalzi | Rimbalzi | Rimbalzi | Stop | Stop | Palle | Palle | Ass | Val | OER  |
| Nome               | G | Pun | Min | C     | S     | R         | T         | %         | R         | T         | %         | R           | T           | %           | O        | D        | T        | D    | S    | P     | R     | Ass | Val | OER  |
| ------------------ | - | --- | --- | ----- | ----- | --------- | --------- | --------- | --------- | --------- | --------- | ----------- | ----------- | ----------- | -------- | -------- | -------- | ---- | ---- | ----- | ----- | --- | --- | ---- |
| Nemanja Gajić      | 3 | 10  | 76  | 6     | 2     | 2         | 4         | 50        | 2         | 9         | 22        | 0           | 0           | 0           | 1        | 5        | 6        | 1    | 0    | 2     | 6     | 3   | 11  | 0,67 |
| Giorgio Franceschi | 0 | 0   | 0   | 0     | 0     | 0         | 0         | 0         | 0         | 0         | 0         | 0           | 0           | 0           | 0        | 0        | 0        | 0    | 0    | 0     | 0     | 0   | 0   | 0,00 |
| Federico Miaschi   | 4 | 79  | 133 | 5     | 14    | 14        | 31        | 45        | 14        | 32        | 44        | 9           | 14          | 64          | 3        | 14       | 17       | 0    | 1    | 3     | 4     | 5   | 70  | 1,07 |
| Lorenzo Galmarini  | 3 | 9   | 41  | 6     | 5     | 1         | 5         | 20        | 0         | 0         | 0         | 7           | 8           | 88          | 2        | 5        | 7        | 1    | 1    | 3     | 1     | 0   | 8   | 0,69 |
| Milos Joksimović   | 0 | 0   | 0   | 0     | 0     | 0         | 0         | 0         | 0         | 0         | 0         | 0           | 0           | 0           | 0        | 0        | 0        | 0    | 0    | 0     | 0     | 0   | 0   | 0,00 |
| Davide Pascolo     | 4 | 50  | 128 | 2     | 10    | 21        | 33        | 64        | 0         | 0         | 0         | 8           | 9           | 89          | 14       | 18       | 32       | 10   | 0    | 12    | 5     | 9   | 89  | 1,01 |
| Lorenzo Querci     | 4 | 19  | 92  | 13    | 0     | 2         | 2         | 100       | 5         | 15        | 33        | 0           | 1           | 0           | 2        | 4        | 6        | 1    | 1    | 0     | 3     | 1   | 5   | 1,03 |
| Brady Skeens       | 0 | 0   | 0   | 0     | 0     | 0         | 0         | 0         | 0         | 0         | 0         | 0           | 0           | 0           | 0        | 0        | 0        | 0    | 0    | 0     | 0     | 0   | 0   | 0,00 |
| Kameron McGusty    | 4 | 67  | 134 | 5     | 17    | 23        | 48        | 48        | 4         | 13        | 21        | 9           | 12          | 75          | 4        | 13       | 17       | 1    | 2    | 7     | 8     | 4   | 63  | 0,88 |
| Marco Portannese   | 0 | 0   | 0   | 0     | 0     | 0         | 0         | 0         | 0         | 0         | 0         | 0           | 0           | 0           | 0        | 0        | 0        | 0    | 0    | 0     | 0     | 0   | 0   | 0,00 |
| Jacopo Soviero     | 4 | 4   | 39  | 15    | 5     | 1         | 1         | 100       | 0         | 1         | 0         | 2           | 2           | 100         | 2        | 7        | 9        | 0    | 0    | 2     | 3     | 4   | 7   | 0,80 |
| Matteo Gherardini  | 0 | 0   | 0   | 0     | 0     | 0         | 0         | 0         | 0         | 0         | 0         | 0           | 0           | 0           | 0        | 0        | 0        | 0    | 0    | 0     | 0     | 0   | 0   | 0,00 |
| Gherardo Sabatini  | 4 | 64  | 134 | 9     | 16    | 14        | 29        | 48        | 9         | 25        | 36        | 9           | 11          | 82          | 5        | 12       | 17       | 0    | 2    | 14    | 3     | 21  | 63  | 0,85 |
| Luca Cesana        | 4 | 18  | 48  | 9     | 4     | 1         | 5         | 20        | 5         | 14        | 36        | 1           | 2           | 50          | 0        | 5        | 5        | 1    | 2    | 6     | 1     | 0   | -2  | 0,64 |
| Totale             | 4 | 320 | -   | 70    | 73    | 79        | 158       | 50        | 39        | 109       | 36        | 45          | 59          | 76          | 39       | 89       | 128      | 15   | 9    | 50    | 34    | 47  | 334 | 0,90 |